# گئورگیوس پیلیدیس
گئورگیوس پیلیدیس (به یونانی: Γεώργιος Πηλίδης؛ زادهٔ ۲۱ ژانویهٔ ۲۰۰۰) یک کشتی‌گیر آزادکار اهل یونان است. وی سابقه حضور در المپیک ۲۰۲۰ توکیو را دارد.